# Bleach: Blade Battlers
Bleach: Blade Battlers é uma série de jogos eletrônicos do gênero jogo de luta para o console Playstation 2 baseada no anime e mangá Bleach de Tite Kubo. A série contém dois jogos, ambos desenvolvidos por Racjin e o design pela Sony Computer Entertainment. Os dois jogos foram lançados apenas no Japão, onde foram classificados como best-sellers.
O primeiro título da série foi lançado em 12 de outubro de 2006.

## Bleach: Blade Battlers 2
Bleach: Blade Battlers 2 é a segunda geração do jogo de PlayStation 2, muito mais evoluído que seu antecessor com a adição de novos personagens, estágios de batalha e opções extras. Foi lançado em 27 de setembro de 2007.

## Jogabilidade
Na série Blade Battlers, o jogador assume o controle de um dos muitos personagens originais do mangá. Como a maioria dos outros jogos de luta, a ideia é combater a personagem adversário, ou permanecer em batalha no modo "free-for-all", até que sua saúde esteja totalmente esgotada. Os jogadores podem usar as habilidades especiais retiradas da série, como Ichigo Kurosaki que possui a  capacidade de desbloquear seu zanpakutou ou Rukia Kuchiki que tem o controle sobre o gelo com sua zanpakutou. Algumas destas habilidades podem alterar-se na arena, como zanpakutou de Rukia que pode fazer com que o campo de batalha torne-se coberto de gelo e fazendo outros jogadores escorregarem.
Em Blade Battlers 2, os ataques especiais foram transformados em formas especiais, o que resulta na alteração da área de obstáculos, tais como ataques aleatórios de invocações, deslocando a área, etc.
Ambos os jogos apresentam modos de batalha extensas, onde você deverá desbloquear personagens depois de vencer todos os desafios. Algumas missões devem ser executadas sob certas circunstâncias, como um limite de tempo. Em ambos os jogos, há uma seção bônus onde você pode ver modelos de personagens e figurantes.[carece de fontes?]

## Personagens jogáveis
A seguir, uma lista comparativa com os personagens jogáveis das duas versões:
| Personagem               | 1   | 2   |
| ------------------------ | --- | --- |
| Byakuya Kuchiki          | Sim | Sim |
| Gin Ichimaru             | Sim | Sim |
| Grimmjow Jeagerjaques    | Não | Sim |
| Hiyori Sarugaki          | Não | Sim |
| Ichigo Kurosaki          | Sim | Sim |
| Ichigo Kurosaki (hollow) | Sim | Sim |
| Ikkaku Madarame          | Sim | Sim |
| Izuru Kira               | Não | Sim |
| Jūshirō Ukitake          | Não | Sim |
| Kaname Tōsen             | Sim | Sim |
| Kenpachi Zaraki          | Sim | Sim |
| Kisuke Urahara           | Sim | Sim |
| Kon                      | Sim | Sim |
| Luppi                    | Não | Sim |
| Mayuri Kurotsuchi        | Sim | Sim |
| Momo Hinamori            | Sim | Sim |
| Orihime Inoue            | Sim | Sim |
| Rangiku Matsumoto        | Sim | Sim |

| Personagem                   | 1   | 2   |
| ---------------------------- | --- | --- |
| Renji Abarai                 | Sim | Sim |
| Rukia Kuchiki                | Sim | Sim |
| Sajin Komamura               | Sim | Sim |
| Shigekuni Yamamoto-Genryūsai | Não | Sim |
| Shinji Hirako                | Não | Sim |
| Shunsui Kyōraku              | Não | Sim |
| Shuhei Hisagi                | Não | Sim |
| Soifon                       | Sim | Sim |
| Sōsuke Aizen                 | Sim | Sim |
| Tōshirō Hitsugaya            | Sim | Sim |
| Ulquiorra Schiffer           | Não | Sim |
| Ururu Tsumugiya              | Sim | Sim |
| Uryū Ishida                  | Sim | Sim |
| Yachiru Kusajishi            | Não | Sim |
| Yammy                        | Não | Sim |
| Yasutora Sado                | Sim | Sim |
| Yoruichi Shihouin            | Sim | Sim |
| Yumichika Ayasegawa          | Não | Sim |